# Letícia Bufoni
Letícia Bufoni e Silva (13 de abril de 1993) es una skater profesional brasileña.

## Primeros años
Bufoni nació en São Paulo, Brasil. Comenzó a patinar a la edad de 9 años y su abuela le compró su primera tabla cuándo ella tenía 11.
Asistió al Instituto de Hollywood, pero se fue después de faltar a clases estando en peligro de ser expulsada.

## Carrera
Cuando Letícia tenía 14 fue a California del Sur para competir en los X Games. Durante aquel viaje, patinó en el Element Skate Camp y practicaba un truco (inward heel flip). Su papá le dijo que si lo hacía, se podía quedar en California. Lo logró justo en el siguiente intento. Consiguió patrocinador y decidió quedarse en California. Tanto ella como su familia sabían que si iba a ser de clase mundial, tenía que estar en el corazón de la acción. Ha competido como skater profesional desde entonces. Vive en Los Ángeles, California y habla fluido ambos idiomas, portugués e inglés.
Leticia permanece muy cerca de su familia y pasa unos meses cada año en Brasil.
Leticia ha sido clasificada como la skater callejera #1 por World Cup Skate cuatro años consecutivos 2010-2013. En 2013, se convirtió en la única atleta femenina en ganar tres medallas de oro de los X Games en el mismo año y fue nominada para un Premio ESPY.
En 2021, participó en la rama femenina en el debut del skateboarding como deporte en los Juegos Olímpicos de Tokio 2020.

## Aprobaciones
Bufoni al principio fue patrocinada por Osiris Shoes cuando en 2008 apareció en su vídeo "Niños de la Revolución". En 2013 Osiris lanzó una edición limitada de zapatos Bufoni como parte de su colección Range Rider. En 2014 Bufoni firmó por un patrocinio de zapatos exclusivo y un contrato de ropa con Nike.
Es patrocinada por: Worm App, Nike SB, GoPro, Plan B, Crail Trucks, Bones Wheels, Red Bull, Boarders for Breast Cancer, y Grizzly Griptape (a partir de noviembre de 2017).

## Apariciones en videojuegos
Bufoni es un personaje jugable en el videojuego Tony Hawk's Pro Skater 5 y Tony Hawk's Pro Skater 1+2.